# Anisomysis hashizumei
Anisomysis hashizumei är en kräftdjursart som beskrevs av Nobuyuki Fukuoka och Murano 1997. Anisomysis hashizumei ingår i släktet Anisomysis och familjen Mysidae. Inga underarter finns listade i Catalogue of Life.